# Piper parvicordulatum
Piper parvicordulatum är en pepparväxtart som beskrevs av William Trelease. Piper parvicordulatum ingår i släktet Piper och familjen pepparväxter. Inga underarter finns listade i Catalogue of Life.